# فلوريان بوش
فلوريان بوش (بالألمانية: Florian Busch)‏ هو لاعب هوكي الجليد ألماني، ولد في 2 يناير 1985 في تيغرنزيه في ألمانيا.

## وصلات خارجية
- فلوريان بوش على موقع EliteProspects.com (الإنجليزية)
- فلوريان بوش على موقع Eurohockey.com (الإنجليزية)
- فلوريان بوش على موقع HockeyDB.com (الإنجليزية)
- فلوريان بوش على موقع أوليمبيديا (الإنجليزية)